# Ältermann
Als Ältermann oder Oeltermann niederdeutsch auch als Olderman oder Oldermand, in der Mehrzahl als Olderlude und Oldermenne oder Oldermanni oder seniores bezeichnet, auch Altermann, Oldermann, Aldermann, Eldermann – alleinige eindeutige Schreibweise dieses Titels ist dessen latinisierte Form Comes Hansae („Konsul der Hanse“) – wurden bzw. werden bezeichnet:
- ein Vorsitzender, vornehmlich der hansischen Handelsniederlassungen (Kontore). Er wurde von den dort ansässigen Kaufleuten gewählt und hatte die Aufsicht (Schutzpflicht) über diese, achtete auf die Einhaltung der Rechte innerhalb der Niederlassung, führte die gemeinschaftliche Kasse und übte meistens auch die Funktion eines Schlichters oder Richters aus. Der Vorsitz einer Niederlassung konnte auch aus mehreren Ältermännern bestehen.

- ein von der jeweiligen Hansestadt offiziell entsandter stimmberechtigter Teilnehmer der Drittel- und Regionaltage der Hansestädte. Diese Tagungen waren häufiger und regelmäßiger als die (Gesamt-)Hansetage und daher in der Regel bedeutsam für die einzelne Stadt. Jede teilnehmende Hansestadt hatte dabei nur einen einzigen stimmberechtigten Vertreter; trotzdem war Einstimmigkeit nicht erforderlich für die Durchführung der Beschlüsse durch die Mehrheit (die Minderheit musste sich nicht beteiligen, siehe das Verhalten der Hansestadt Dortmund in einem im Hauptartikel Hanse genannten konkreten Fall). – Ältermann (heute würde man sagen: Vorsitzender) des Hansetags bzw. der gesamten Hanse (da der Hansetag die oberste und zugleich einzige hanseatische Institution im eigentlichen Sinne darstellte) war stets der Lübecker Bürgermeister, der die Hanse nach außen vertrat.

- der Vorsteher einer Zunft oder (in Norddeutschland) eines Amtes (von Handwerkern oder Kaufleuten), in neuerer Zeit als Obermeister bezeichnet, weil die Zunft eine Meistervereinigung war. Die Versammlung von Handwerkern oder Kaufleuten in einem Amt bzw. einer Zunft erfolgte ab dem Mittelalter zur Wahrung der eigenen Interessen gegenüber den Herrschenden und zur wirtschaftlichen Absicherung der Mitglieder. Der Altermann wurde zumeist gewählt und vertrat die Zunft nach außen hin. Beispiel für eine noch heute existierende Interessenvertretung ist die Stralsunder Schiffercompagnie von 1488, die noch heute durch ihren Altermann vertreten wird. In der Schweizer Safran-Zunft trug der Obermeister eine feuervergoldete Meisterkrone.

- der Vorsitzende einer der neun deutschen Lotsenbrüderschaften. Die Ältermänner der sieben Brüderschaften der Seelotsen vertreten diese in der Bundeslotsenkammer.

Durch die Einführung der napoleonischen Gewerbefreiheit um 1810 verfielen die Zünfte in den betroffenen Territorien in Amt (ständische bzw. städtische Ratsvertretung) und Gilde (gleichberechtigter Beistand und Geselligkeit), wodurch die Definition des Obermeisters nach 1810 keine lexikalische Relevanz besaß.
Bei den Sankt Knudsgilden wird der Ältermann auf Lebenszeit gewählt, erst wenn er sein Amt freigibt oder stirbt, wird die Neubesetzung durch Ballotage (weiße Kugel = ja; schwarze Kugel = nein) in geheimer Wahl durch die Stuhlbrüder vollzogen.
In den baltischen Studentenverbindungen hieß der Fuchsmajor Oldermann.